# 高力士

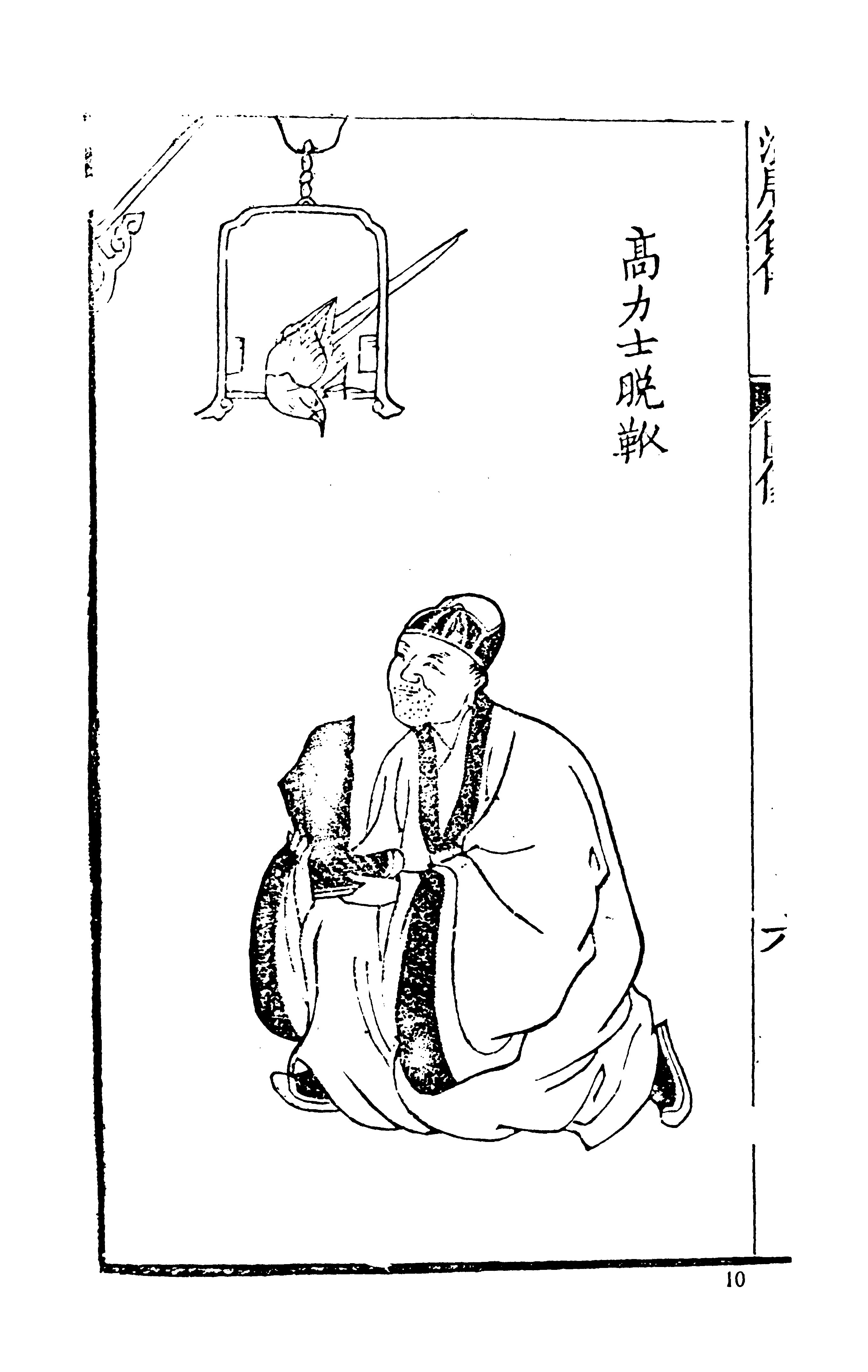
高 力士

高 力士（こう りきし、載初2年（690年） - 宝応元年8月18日（762年8月31日））は、中国唐代の宦官。唐の第9代皇帝玄宗の腹心として仕え、権勢を振るった。

## 生涯

### 生い立ち
もとの姓は馮、諱は元一。唐に降伏し、耿国公に封じられた隋末の群雄の馮盎の曾孫。祖父は潘州刺史の馮智玳。父は馮君衡。母は麦鉄杖の曾孫娘。高州良徳県霞洞の出身。本貫は長楽郡信都県。聖暦元年（698年）、少年時代に去勢しており、「力士」と名付けられた上で、「金剛」という名の少年とともに、嶺南安撫討撃使の李千里（呉王李恪の長男）により武則天に献上される。彼らはさとく、また容貌が整っていたので、武則天に喜ばれ、給事として左右に置かれた。
武則天の時代、小さな過失から宮廷から追放され、宦官の高延福の養子となり、以降は高姓を名乗る。高延福が武三思の屋敷の出身であることから、武三思と交流を持つこととなった。1年ほどして、再び武則天に宮中に召された。身長は当時で6尺5寸あり、勤勉かつ綿密で、詔勅をうまく伝達し、宮闈丞に任命された。

### 玄宗の股肱として
その後、景龍年間に皇子時代の李隆基と結び、恩顧をもって接した。そのため、景龍4載（710年）の韋后討伐の政変の際は内部から協力し、朝散大夫・内給事に任じられた。玄宗の即位後も先天2年（713年）太平公主派の鎮圧に荷担し、その時の功績で銀青光禄大夫・行内侍省同正員に任じられ、開元年間に入って右監門衛将軍・知内侍省事に昇進した。内外の様々なことを任され、高力士を含めた宦官の権勢は大きなものとなった。
その後も玄宗の内廷の臣として、各地から来た上奏文は全て高力士が読んでから玄宗に進められ、小さいことは自分で決裁した。宮中から家に帰ることもほとんどなく、宮殿で睡眠をとっていた。玄宗は「高力士がいるからこそ、安心して眠れる」と語っていた。
玄宗の腹心として公事のみならず私事にも相談役として仕え、開元14年（726年）に張説が宇文融に弾劾されたときは、これがためにとりなした。
開元18年（730年）には、政敵であり、その傲慢さにより多くの問題を引き起こしていた王毛仲の排除を玄宗に進言した。開元19年（731年）に王毛仲は左遷され、その上で自殺を命じられている。なお、宇文融・李林甫・李適之・蓋嘉運・韋堅・楊慎矜・王鉷・楊国忠・安禄山・安思順・高仙芝らは、高力士と結んだことにより才覚が認められ、高位に抜擢された。
また、開元26年（738年）皇太子李瑛の廃嫡及び死後、新たな皇太子選出に迷う玄宗に対して、李瑁を推薦する宰相李林甫に反して、年長の李璵（後の粛宗）を勧め、李璵が皇太子となった。天宝初期に冠軍大将軍・右監門衛大将軍・渤海郡公となった。この頃、天下の事を李林甫に託して、導引の道に入ろうとする玄宗を諫めて怒りを買い、陳謝の上で自宅に帰ることとなった。天宝7載（748年）には驃騎大将軍に任命され、数え切れないほどの富を蓄えていたという。しかし温厚、勤勉で過失が少なく、驕ることもなかったので、玄宗から変わらず信任を受け、士大夫からも嫌われることはなかった。天宝11載（752年）、王鉷の弟の王銲と邢縡が乱を起こそうとした時は、禁軍400人を率い、邢縡を斬っている。また、楊国忠の専横について、玄宗を諫めたこともあった。安禄山が不穏な動きを始めた後も、朝廷と彼との調停役として活動している。

### 安史の乱後
安史の乱の際、玄宗について都の長安を脱出した。途中に禁軍が楊国忠を殺し、楊貴妃の死を求めたときに玄宗を説得し、楊貴妃を縊死させた。その後、蜀の地の成都まで同行して斉国公に封じられた。
しかし、粛宗（李亨、もとの名を李璵）が即位して玄宗は上皇として長安に帰還した。上元元年（760年）に、李輔国（粛宗期の実力者）が軍隊をもって玄宗を捕らえようとした時は、李輔国を叱りとばしてその危機を救ったが、陥れられて巫州に流された。宝応元年（762年）恩赦により帰還中、朗州にて玄宗の死を知り慟哭し血を吐いて死去した。
唐代の宦官の勢威は高力士より始まったと言われる。

## エピソード
- 玄宗の即位後間もなく、玄宗に節倹を勧めたことが郭湜『高力士伝』に見える。
- 名前は仏像「金剛力士」の「力士」にちなむ。「金剛」と名づけられた少年も同時に献上されたが、その後のことは不明である。
- 幼い頃、母の麦氏と別離したが、玄宗の即位後に再会している。胸に7つのほくろがあり、それで母は彼を見分けたという。また、呂玄晤の娘を妻として迎えている。
- 玄宗は、普段は「将軍」と呼び、時には親しみを込めて力士の事を「我が家の老奴」と呼んだ。力士は玄宗を「大家（旦那様）」と呼んでいたという。なお、皇太子李璵は彼を「兄」と呼び、他の皇族は「翁」といい、皇女の婿たちは「爺」と呼んでいたという。
- 楊貴妃を玄宗に勧め、後宮に入れたのは、高力士だったと言われる。また、楊貴妃が玄宗と仲違いをして宮中を出て家に帰った時、とりなしたのも彼であった。
- 玄宗が李白を召した時、すでに酔っていた李白は、高力士に靴を脱がせたという。これがために讒言を受け、李白は官職を得られなかったと言われる。
- 天宝年間頃、宝寿寺を造成し、一鐘ならす度に10万銭をとったが、媚びを求めるものは、20回も打ち、少ないものも10回は打ったという。また、長安の西北に水車を5つ設置し、毎日、300石の小麦粉をうったと言われる（碾磑・参照）。
- ともに玄宗から信任をうけた宦官に袁思芸がいるが、非常に傲慢で、士大夫に怖れられた。彼は玄宗の長安出奔後、安禄山に降伏したと言う。
- 長安出奔後、玄宗は追ってくる朝臣の名を高力士に問うた。高力士は、張説の子の張均・張垍兄弟は、代々、唐に重任されているので来る。房琯は冷遇されているので、来ないだろうと答えた。しかし、来たのは房琯の方で、張均たちは安禄山側についた。
- 巫州に流された時、その地で食べられていなかった、なずなを詩に詠み、羹にして、食べた話がある。

## 伝記資料
- 『旧唐書』巻184 列伝第134 宦官「高力士伝」
- 『新唐書』巻207 列伝第132 宦者上「高力士伝」
- 『資治通鑑』
- 郭湜『高力士伝』